# NK Sava Svilaj

Nogometni klub Sava je klub iz mjesta Svilaja. Osnovan je 1929. godine. Svoje domaće utakmice igra na stadionu Krčevine. Klub se trenutno natječe u 2. županijskoj nogometnoj ligi skupina A Brodsko-posavske županije.

## Povijest
Godine 1929. nogometna se lopta zakotrljala i u Svilaju, i to na prostoru sadašnjeg igrališta Krčevine. Igranje nogometa iniciraju Mijo i Pero Miler, Ilija Dorić, a uz njih kao prvi igrači spominju se još Franjo Dorić, Stjepan Maričić, Andrija Trgovčević, Matija Dorić, Jakob Jovičić, Matej Pavić, Franjo Galovac, Mijo Dorić, Petar Galovac, Franjo Kolunđić, Matej Trgovčević. Prve odigrane utakmice bile su prijateljske sa susjednom NK Šokadijom iz Sredanaca i ekipama iz bliže okolice. Do kraja II. svjetskog rata klub nije bio registriran, a prva registracija kluba izvršena je 1947. godine kada počima i prvo natjecanje na kojem su, osim nogometa, bile zastupljene i druge discipline: skok u dalj, trčanje i odbojka.
Značajni radovi na igralištu krenuli su 1979. godine kada je i napravljena ograda oko igrališta te kabine za pričuvne igrače i delegata. Sportski objekt građen je u vremenu od 1981. do 1984. godine, i po svojoj funkcionalnosti i izgledu bio je daleko ispred svoga vremena, na ponos kluba i sela Svilaja. Nova ograda i kabine za pričuvne igrače i delagata građeni su od 2002. do 2003. godine. Svi radovi na igralištu i sportskom objektu izvođeni su dobrovoljnim radnim akcijama mještana Svilaja, koji su uz dio mještana Stružana i najzaslužniji za opstojnost kluba svih ovih godina.
NK Sava Svilaj dobitnik je zlatne plakete za sedam desetljeća postojanja i djelovanja, a njezina dva zaslužna člana Franjo Dumendžić i Stjepan Terzić dobitnici su FIFA-inog priznanja za 30 godina djelovanja u nogometu.

## Uspjesi
Kao najveće uspjehe kluba pamtimo kvalifikacije za tadašnji “podsavez” 1968. godine s ekipama NK Graničar iz Slavonskog Šamca i NK Borac Podvinje te osvojeno drugo mjesto. Sezone 1980./81. prvaci 3. općinske lige – Istok, 2002/03. prvaci 3. ŽNL – Istok, 1985./86. četvrtfinale kupa bivše općine Slavonski Brod s NK Sloboda u Slobodnici 2:2 (0:2), ispali na penale i kup utakmica 1987/88 u Svilaju s NK BSK Slavonski Brod 0:4 (0:0). Ekipa juniora: prvaci 1982./83., 1985./86., te četvrtfinale kupa bivše općine Slavonski Brod s NK Svjetlost Lužani.